# Herb gminy Moszczenica (województwo łódzkie)
Herb gminy Moszczenica – jeden z symboli gminy Moszczenica, ustanowiony w 2001.

## Wygląd i symbolika
Herb przedstawia na tarczy w polu czerwonym nałęczkę srebrną, związaną na końcach, na dwóch kopiach złotych w krzyż skośny, na której takaż kopia na opak. Herb nawiązuje do dwóch zasłużonych w historii gminy rodów − Kossowskich herbu Jelita oraz Małachowskich herbu Nałęcz. Kossowscy byli pierwszymi historycznymi właścicielami Moszczenicy (XV wiek), zaś Małachowscy − drugimi i ostatnimi (XVI-XVIII wiek).